# Ácido abiético
El ácido abiético, también conocido como ácido abietínico o ácido sílvico, es una resina ácida, y es el principal agente irritante del pino. Se aísla a partir de la colofonia mediante isomerización. Es soluble en disolventes orgánicos como alcoholes, acetona y éteres. Se usa en la manufactura de lacas, barnices y jabones, y para el análisis de resinas y la preparación de resinatos metálicos. Se considera una sustancia tóxica.
Su éster correspondiente se llama abietato.
El ácido abiético es un alérgeno de contacto, aunque sus productos de oxidación inducen una respuesta alérgena mayor. Es el principal compuesto irritante de la madera del pino. El ácido abiético ha mostrado propiedades de fitoalexina, lo cual implica su contribución en la protección de los árboles en contra del ataque por hongos.
El ácido abiético se extrae de la colofonia que la misma se extrae de coníferas tales como Pinus insularis (Pino Khasi), Pinus kesiya,  Pinus strobus (Pino blanco oriental), Pinus sylvestris (Pino escocés).

## Biosíntesis
El ácido abiético es biosintetizado por oxidación del (-)-abietadieno catalizada por la abietadienol/al oxidasa (EC 1.14.13.109):

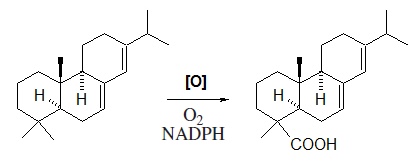
Biosintesís de ácido abiético.